# Anna Como
Anna Como, född okänt år, död efter 1775, var en dansk balettdansare och balettmästare. Hon var engagerad vid Det Kongelige Teaters balett 1756-63. 
Hon kom till Danmark som medlem i Pietro Mingottis sällskap. Hon och hennes make Antonio Como engagerades båda vid den nyligen öppnade nationalteaterns första balettkår, och tillhörde de första balettdansarna vid den danska nationalscenen vid en tid när det ännu inte fanns några inhemska dansare i Danmark. Hon blev den första balettdansösen i Danmark. Hon beskrivs som en temperamentsfull, rödhårig skönhet, med en elegant smidighet i dansen, men blev också omtalad för sitt förhållande med teaterdirektören Christian Fædder, vilket gjorde att denne anklagades för nepotism. Välkänd blev paret Comos konflikt med rivalparet  Carl Vilhelm Barch och Marie Barch. Paret Como lämnade Danmark 1763. Anna Como framträdde 1775 på Drury Lane Theatre i London. 